# 2000 új világörökségi helyszínei
Az UNESCO Világörökség Bizottsága a 2000. november 27. és december 2. között Cairnsben megtartott 24. ülésszakán az alábbi helyszíneket nyilvánította a világörökség részévé:  
| | Ischigualasto és Talampaya Nemzeti Park |
| Argentína |                                         |
| Természeti (VIII) |                                         |
| Védett terület: 275 369 ha, hivatkozás: 966 |                                         |
| A chilei határ közelében a két szomszédos nemzeti parkban található a világ legteljesebb triász kori rétegzett fosszílialemeze. Az Ischigualasto_Villa Union néven ismert üledékes medencét folyók, tavak, mocsarak lerakódásai hozták létre. A paleontológusok már 1930-ban felfigyeltek a lelőhelyre, de a szisztematikus kutatások csak az 1950-es években kezdődtek meg. Az erózió sziklákat, oszlopokat és vékony obeliszkeket hozott létre, a park további érdekes földrajzi formái a tómedrek, a mocsarak és a szurdokvölgyek. Az üledékrétegekben ősállatok és növények megkövesedett maradványaira bukkantak, segítségükkel rekonstruálható a térség szinte teljes fejlődéstörténete a triász földtörténeti korig visszamenőleg. Nyomon követhető a gerincesek fejlődése és környezetük változása is. Eddig 56 gerinces nemzetség egyedeit találták meg az üledékrétegekben, köztük halakat, kétéltűeket és többféle hüllőt. A növények közül több mint száz növényfaj maradványait tárták fel, egy részüket meredek sziklafalakon. A környék további jelentős emlékei a prekolumbián korból származó sziklarajzok. |                                         |

| | Córdoba jezsuita épületei és birtokai |
| Argentína |                                       |
| Kulturális (II)(IV) |                                       |
| Védett terület: 38,12 ha, hivatkozás: 995 |                                       |
| Az Argentína északnyugati részén fekvő Córdobában álló jezsuita épületegyüttes a hozzá tartozó földbirtokokkal a rend dél-amerikai missziós tevékenységének központja volt. A jezsuita telep része volt a masszív, két zömök toronnyal ellátott boltozatos Jézus Társasága-templom, az egyetem (Collegio Maximo) a kollégium, valamint öt, a városon kívül elhelyezkedő úgynevezett estancia (földbirtok). Ezek a 17. század első felében létrejött földbirtokok a paraguayi jezsuita rendtartományhoz tartoztak. Az egyetem ma is látható központi tere eredetileg egy botanikus kert volt. A bennszülötteknek a földeken vagy a birtokokhoz tartozó műhelyekben kellett dolgozniuk. Ez bizonyos fokú gazdasági függetlenséget biztosított a számukra, de egyben a keresztény közösséghez is kötötte őket. A jezsuiták kiűzése után (1767-68) a földbirtokok magánkézbe kerültek. |                                       |

| | Baku fallal körülkerített része a Şirvanşah térrel és a Szűz-toronnyal |
| Azerbajdzsán |                                                                        |
| Kulturális (IV) |                                                                        |
| Védett terület: 21,5 ha, puffer zóna: 12 ha, hivatkozás: 958 |                                                                        |
| Azerbajdzsán fővárosa, a Kaszpi-tenger nyugati partján fekvő Baku területe már a paleolitikum idejében is lakott volt. Későbbi történelme folyamán zoroasztrikus, szászánida, arab, perzsa, sirváni, oszmán és végül orosz kulturális hatások érték. A körülzárt óvárosban Nyugat-Ázsia különböző hagyományai ötvöződnek. A városközpontot ma is a 11. és a 13. század között épült fal veszi körül, a fal nagy része épségben maradt fent. A város egyik leghíresebb épülete a nyolcszintes Szűz-torony ebből a falból emelkedik ki, magassága eléri a 32 métert. A henger alakú torony Azerbajdzsán építészetének egyedülálló műemléke. A torony alsó szintje az i. e. 7. vagy i. e. 6. századra datálható, és feltehetően egy csillagvizsgáló vagy tűztemplom maradványaira épült. Felső része a 12. századból származik. A sirváni sahok palotaegyüttese az óváros nyugati lejtőjén helyezkedik el. Kialakítása teraszos, a legmagasabb teraszon helyezkedik el az uralkodó palotája. Az épületegyüttesnek öt udvara van és magába foglalja a régi mecsetet, valamint a királyi mauzóleumot is. Baku óvárosának további jelentős épületei a Nagymecset, a Zoroaszter-templom, az egykori karavánszerájok és a fürdőházak. |                                                                        |

| | Greater Blue-hegység Övezet |
| Ausztrália |                             |
| Természeti (IX)(X) |                             |
| Védett terület: 1 032 649 ha, puffer zóna: 86 200 ha, hivatkozás: 917 |                             |
| A Greater Blue, a nagy Kék-hegység, a Nagy-Vízválasztó-hegység része körülbelül egymillió évvel ezelőtt emelkedett ki 600 és 1000 közötti magasságba. A homokkő alakzatokkal, barlangokkal, meredek sziklákkal, kanyonokkal és völgyekkel tagolt hegység még csak részben feltárt. A Sydney-től 60 kilométerre kezdődő világörökségi helyszínt nyolc területe alkotja, ezek a Blue-hegység, a Wollemi, Yengo, Nattai, Kamangra, Boyd, Garden of Stone, Thirlmere-tó nemzeti parkok és a Jenolan-barlangok karsztrezervátuma. A szélsőséges klimatikus viszonyok és a tápanyagszegény talaj miatt egyedi ökoszisztémák jöttek létre, ritka és veszélyeztetett növényfajokkal. Vadon élő eukaliptusz populációja egyedülálló, a területen összesen 101 fajukat tartják nyilván, ami az összes létező faj 14 %-a. A védett területen összesen körülbelül 150 őshonos növényfaj él, egyiküket a wollemi fenyőt csak 1994-ben fedezték fel. A korábban kihaltnak hitt növény története 90 millió évre nyúlik vissza. A homokkő fennsíkon 12 endemikus eukaliptuszfajt azonosítottak. A terület leghíresebb látványossága a 300 méter magas Három Nővér-szikla. |                             |

| | Wachau |
| Ausztria |        |
| Kulturális (II)(IV) |        |
| Védett terület: 18 387 ha, puffer zóna: 2 942 ha, hivatkozás: 970 |        |
| Wachau a melki bencés apátságtól a Krems városáig húzódó, magas hegyekkel övezett folyó menti táj a Duna partján. A festői fekvésű, nagy múltú szőlőtermesztő táj védelem alatt álló területe 183,87 km², amely magában foglalja a folyamvölgytől délkeletre húzódó Dunkelsteinerwald lankáit, és az északnyugatra elterülő Waldviertel közeli peremterületét is. A térség építészete, települései és mezőgazdasági módszerei a középkori táj elemei idézik, amely mai formáját fokozatos fejlődéssel érte el. Wachauban található Willendorf település is, amelyet az itt talált, világhírűvé vált Willendorfi vénusz szobrocska tett ismertté. Jelentős település Dürnstein is, hegyoldalon lévő várromjáról és apátságáról nevezetes, ez utóbbi tornya kivételesen elegáns barokk építmény. Krems nevezetességei a Gozzo-palota, a dominikánus és piarista templom gótikus épületei. Ezen kívül a kultúrtájat más művészileg értékes egyházi épületek is tarkítják, például Göttweig magasan fekvő apátsága. A természetes erdőtakarót már az újkőkorban elkezdték irtani, de a nagy változás i. sz. 800 körül történt, amikor művelés alá vonták a hegyoldalakat és kialakították a tájra ma is jellemző teraszos földművelést. |        |

| | Brugge történelmi óvárosa |
| Belgium |                           |
| Kulturális (II)(IV)(VI) |                           |
| Védett terület: 410 ha, puffer zóna: 168 ha, hivatkozás: 996 |                           |
| Brugge Európa kiemelkedő látványossága köszönhetően annak, hogy a városközpont a középkor óta alig változott. Ekkor Európa egyik kereskedelmi és kulturális fővárosa volt, rajta keresztül zajlott az Anglia és a kontinens közötti posztókereskedelem jelentős része. A város a 15. században élte fénykorát, amikor a burgundiai hercegek udvara is itt volt, és ekkor váltak a késő gótikus építmények a városkép meghatározó részévé. Ekkor a flamand művészet, miniatúrafestészet és nyomdászat egyik központja is volt. Nem sokkal ezután a Zwin folyó eliszaposodott, ennek következtében a kereskedelem gyorsan hanyatlani kezdett. Az ovális alaprajzú város legfontosabb épületei a patríciusházak, a kereskedők irodaházai, a városháza és Brugge jelképe a posztócsarnok. Csatornahálózata 1600 és 1800 között épült ki. Az óvárost körülvevő régi erődítmények és malmok maradványai ezen csatornák mellett találhatóak. A 19. században letelepült angol arisztokraták nagymértékben hatottak Brugge kulturális életére. 1815 és 1830 között a Egyesült Holland Királyság része volt, 1830-tól tartozik Belgiumhoz. |                           |

| | Neolitikus tűzkőbányák Spiennes-nél |
| Belgium |                                     |
| Kulturális (I)(III)(IV) |                                     |
| Védett terület: 172 ha, hivatkozás: 1006 |                                     |
| A belgiumi Mons városától 6 km-re délkeletre lévő Spiennes közelében található Európa legnagyobb újkőkorszaki kovakőbányája, amely mintegy 100 hektár területre terjed ki, és leginkább a neolitikum közepe-vége felé (Kr. e. 4400-3000) volt használatban. A terület, amely Belgium Vallónia régiójában, Hainaut tartományban található, és teljes kiterjedése 172 hektár. A tűzkőbányák Európa legnagyobb ősi bányarendszerét alkotják. A felszín alatti tűzkőbányászat évezredeken keresztül zajlott, eszközeik alapanyagát többféle fejtési módszerrel termelték ki. Az itt élők 5-16 méter mély függőleges járatokat vágtak a kőzetbe és elágazó tárnarendszert építettek ki, amelynek egy részét még nem tárták fel. A bányarendszer közvetlenül kapcsolódott egy településhez, ahol a lakók a pattintott kődarabokból eszközöket, szerszámokat, fegyvereket készítettek, a felesleggel pedig kereskedtek. A bányászat körülbelül az i. e. 8. század közepéig folyt, de a bánya melletti település még a római időkben is létezett. A bányát egy vasútépítés során a 19. században fedezték fel, a régészeti feltárások során a település melletti földtöltések maradványait is megtalálták, amelyeknek funkciója nem egyértelmű. A környéken lévő szántóföldeken kovakődarabok milliói szóródtak szét, ezek ma is láthatók. |                                     |

| | Notre-Dame-székesegyház (Tournai) |
| Belgium |                                   |
| Kulturális (II)(IV) |                                   |
| Védett terület: 0,49 ha, puffer zóna: 20,22 ha, hivatkozás: 1009 |                                   |
| A tournai-i Notre Dame-katedrális Belgium egyik műemlék temploma Tournai városában, a Schelde folyó déli partján helyezkedik el. A 12. század első felében elkezdett román-gótikus stílusú katedrálist 1171-ben szentelték fel. A magas, tágas, román stílusú főhajó mellett a kereszthajó már átmenetet képez a gótikába, míg a 13. században újjáépített kórus már tisztán gótikus stílusú. Ez a kórus majdnem olyan hosszú mint a főhajó. A kereszthajó apszisait tornyok fogják közre, ezek és a négyezet tornya a hatalmas épület legfeltűnőbb eleme. A homlokzat szobordíszítése több korból származik, egyes részei a 14. , a 16. és a 17. századra datálhatók. Ószövetségi jeleneteket, szenteket és a város történetének fontosabb eseményeit ábrázolják. A 134 méter hosszú 67 méter széles hatalmas épületen felismerhetőek az Île-de-France, a Rajna-vidék és Normandia építészeti sajátosságai. |                                   |

| | Victor Horta épületei Brüsszelben |
| Belgium |                                   |
| Kulturális (I)(II)(IV) |                                   |
| Hivatkozás: 1005 |                                   |
| Victor Horta épületei Brüsszelben mint a korai, 19. század végi szecesszió jelentős alkotásai kerültek fel a világörökség listájára 2000-ben. Az épületek kiválóan szemléltetik azt az átmenetet ami a 19. és a 20. század fordulóján végbement a művészetben. Az építész az „art nouveau” belsőépítészeti felfogását újszerű változatokban ültette át a gyakorlatba. A négy, építészetileg rendkívül jelentős magánház fő jellemzői a laza elrendezés ahogy az egyes helyiségeket kialakították és berendezték. A házak belső vázának központi része egy felülről megvilágított lépcsőház, az épületeket a nyitott terek és a jó megvilágítás jellemzi. Díszítésük íves vonalvezetése illeszkedik az épületek vasszerkezetéhez. A vas, az acél és az üveg alkalmazása forradalmi újdonságnak számított. Az építész hajdani lakóházában rendezték be a Horta múzeumot. 2013. decemberben a világörökségi helyszínt az UNESCO fokozottan védendő státuszba helyezte. |                                   |

| | Noel Kempff Mercado Nemzeti Park |
| Bolívia |                                  |
| Természeti (IX)(X) |                                  |
| Védett terület: 1 523 466 ha, hivatkozás: 967 |                                  |
| A brazíliai határ közelében található 15 230 négyzetkilométeres védett terület Bolívia egyik legnagyobb nemzeti parkja. Tengerszint feletti magassága 200 és 1000 méter között változik, benne öt különböző ökoszisztémával. Ezek a trópusi esőerdő, a szavanna, a lombhullató erdő, a hegyvidéki erdő és az árterület. A térség fejlődéstörténete 1 milliárd évre, a prekambrium földtörténeti korig vezethető vissza. Élővilága változatos, számos veszélyeztetett gerinces állat is életképes populációval rendelkezik. Az élőlények dokumentálását Noel Kempff Mercado, a park névedója kezdte meg, de 1986-ban kábítószercsempészek meggyilkolták. Eddig a park területén kb. 4000 növényfajt, 600 madárfajt, 150 emlőst, valamint hüllőfajokat és alacsonyabb rendű állatokat azonosítottak. Az itt élő ritka és veszélyeztetett állatok közé tartozik a vidra, a jaguár, a törpetukán és az amazonasi folyamidelfin. |                                  |

| | Tiahuanaco – a Tiahuanaco (Tiwanaku) kultúra vallási és politikai központja |
| Bolívia |                                                                             |
| Kulturális (III)(IV) |                                                                             |
| Hivatkozás: 567 |                                                                             |
| A Titicaca-tótól tizenkilenc kilométerre délre található Tiahuanaco, az azonos nevű civilizáció központja meghatározó szerepet játszott a prekolumbián Dél-Amerika történetében. A település a 8. században élte fénykorát, lakosainak száma ekkor százezer körül lehetett. Eleinte sokáig csak kis település volt, alapítását a kutatók i. e. 1200 körülre teszik. Gazdasági alapját a földművelés adta (gumós növények és gabonafélék), valamint az, hogy egy kiterjedt kereskedelmi hálózat része volt. Valószínűleg a klíma megváltozása, talán egy hosszabb aszályos időszak miatt néptelenedett el a 12. század folyamán. A feltárt romok legfontosabb elemei két piramis építmény, egy félig földalatti templom és a Kalasasaya templomegyüttes, ami feltételezhetően csillagvizsgáló volt. Az egyik piramis ha „T” alakú terasszal ellátott építménye az ország legjelentősebb prekolumbián emléke. Figyelemre méltó az egy tömbből kifaragott, négy méter széles, domborművekkel díszített Napkapu. A lakosok vályogházakban laktak, az épületeket kikövezett utak kötötték össze. |                                                                             |

| | Közép-amazóniai Természetvédelmi Területek |
| Brazília |                                            |
| Természeti (IX)(X) |                                            |
| Védett terület: 5 323 018 ha, hivatkozás: 998 |                                            |
| A Manaustól 200 kilométerre északnyugatra kezdődő esőerdő rezervátum az Amazonas medencéjének legnagyobb természetvédelmi területe. Itt található a világ fajokban leggazdagabb természetes élőhelye. 2003-ban bővítették 60 000 négyzetkilométerre, hozzá tartozik a Jaú Nemzeti Park, a Mamairauá Rezervátum bemutató területe, az Amanã Rezervátum, az Anavilhanas Ökológiai Állomás és lefedi a Rio Jaú teljes vízgyűjtó medencéjét a Rio Negróval való összefolyásáig. Az évszakonkénti vízingadozás miatt olyan nagyon ritka ártéri erdőtípus alakult itt ki, ahol a fákat az esős évszakban a lombkoronáig víz borítja. A folyók vize a szerves anyagok és a kevés üledék miatt sötét színű, úgynevezett fekete víz, az elárasztott talaj tápanyagokban gazdag. Az itt élő fenyegetett fajok közé tartozik a jaguár, az óriásvidra, a lamantin, a fekete kajmán, különböző teknősfajok, valamint a folyami delfin. A helyszín ezen kívül 450 madárfaj, 300 halfaj, 120 emlősfaj, a közép-amazóniai madárfajok 60 százalékának és a Rio Negro vízválasztóján belül élő halfajok 60 százalékának élőhelye. |                                            |

| | Pantanal Természetvédelmi Terület |
| Brazília |                                   |
| Természeti (VII)(IX)(X) |                                   |
| Védett terület: 187 818 ha, hivatkozás: 999 |                                   |
| A nemzeti parkot négy védett terület együttese alkotja a bolíviai és a paraguayi határ közelében. A kiterjedt lápvidék a világ egyik legnagyobb mocsaras ökoszisztémája (2 000 négyzetkilométer). Egy hordalékkal feltöltött síkság, hullámtereket, ártéri erdőket, lápokat, tavakat foglal magába. Legjellemzőbb eleme a víz, ami hatalmas területeket önt el még a száraz hónapokban is. A terület legfőbb vízforrása a Cuiabá-folyó. Az itt élő állatfajok száma rendkívüli, 650 madár-, 400 hal- és 80 emlősfajt dokumentáltak. A védett fajok közé tartozik a jaguár, a mocsári szarvas, a hangyász, és az óriásvidra, amelyek nagy egyedszámban élnek a védett övezeteben. A mocsaras részek szavannás területekre is benyúlnak, a lápvidékeken acuripálmák alkotnak kisebb erdőket. A park lápi madarak költőhelye is, jellegzetes madarai a gólya- íbisz- és kacsafélék. |                                   |

| | Chiloé fatemplomai |
| Chile |                    |
| Kulturális (II)(III) |                    |
| Védett terület: 14 ha, hivatkozás: 971 |                    |
| Chiloé szigetén a jezsuiták 1567-ben kezdtek hittérítő tevékenységbe amelyet 1767-es elűzésük után ferences rendi szerzetesek folytattak. Tevékenységük eredményeképp főleg a 17. és a 18. században, de egészen a 19. század végéig több mint száz fatemplomot építettek. A fennmaradó ötven templomból tizennégy tartozik a világörökségi helyszínhez. Az épületek partközeli magaslatokon állnak, legtöbbjük ciprusfából épült. Kialakításuk egyforma építészeti stílust követ, ami egyedi módon ötvözi az európai és a helyi építészeti hagyományokat. Homlokzatuk egy szélesebb utcára néz, falaikat színesre festett fazsindellyel borították, amelyet faragványokkal díszítettek. A régebbi templomok jellegzetes eleme a torony felőli oldalon álló díszített bejárat, amely fölött egy háromszög alakú oromfal található. Hat- vagy nyolcszögletű, így a szélnek jobban ellenálló tornyaik két- vagy háromszintesek. Az épületek belseje európai mintákat követ a nagyobb templomok háromhajós elrendezésűek. A nyeregtetős, kocka jellegű templomok egy részénél a belső teret festett falakkal és mennyezettel díszítették. |                    |

| | Olomouci Szentháromság-oszlop |
| Csehország |                               |
| Kulturális (I)(IV) |                               |
| Védett terület: 0,05 ha, puffer zóna: 85,2 ha, hivatkozás: 859 |                               |
| Az olmützi Szentháromság-oszlop a közép-európai barokk művészet fénykorának alkotása, a Németország déli részén, Ausztriában és cseh területeken népszerű hasonló jellegű oszlopállítás hagyományának egyik darabja. A harmincéves háború után a települést úgynevezett olmützi barokk stílusban állították helyre, a 18. században felállított oszlop egy oszlopokból és szökőkutakból álló együttes része amelynek ez a legszebb darabja. A harmincöt méter magas oszlop három évtized alatt készült el. Három részből áll, egy lépcsőzetes talapzatból, középső szintjén egy kápolnából és fölötte a tulajdonképpeni oszlopból. A szinteket majdnem életnagyságú szobrokkal díszítették, tetejére aranyozott Szentháromság-csoportot helyeztek el. Az Alpoktól északra található hasonló alkotások közül ez a legkidolgozottabb. Az 1754-ben Mária Terézia jelenlétében felavatott oszlop a keresztény hitvallás és a városi közösség éntudatának jelképe. |                               |

| | Kronborg-kastély |
| Dánia |                  |
| Kulturális (IV) |                  |
| Hivatkozás: 696 |                  |
| A Kronborg-kastély a Dánia és Svédország közötti legkeskenyebb tengerszoros partján áll, és kezdetektől fogva kiemelkedő stratégiai jelentősége volt. A reneszánsz épületegyüttest 1574-ben kezdték építeni II. Frigyes utasítására egy korábban ott álló erőd helyén, amely már régebben is felügyelete alatt tartotta a vízi útvonalat. A négyszögletes alaprajzú kastély egy 1629-es tűzvészben olyan súlyosan károsodott, hogy csak a falai maradtak meg. Az akkor uralkodó IV. Keresztély elrendelte, hogy eredeti formájában építsék újra. Később III. Frigyes és V. Keresztély idejében erődítményeket építettek hozzá, majd IV. Frigyes alatt újabb átalakítások következtek. Az 1700-as években építették ki kiterjedt kazamatarendszerét, majd 1785-ben a hadsereg birtokába került. Azóta nem történtek rajta komolyabb átépítések. Jelentős műkincse tizennégy, a dán uralkodókat ábrázoló faliszőnyege, amelyből hetet a kastélyban, a másik hetet múzeumban őriznek. A hely Shakespeare Hamlet című színdarabjában is szerepel Helsingør váraként. |                  |

| | Maloti-Drakensberg Nemzeti Park |
| A Dél-afrikai Köztársaság és Lesotho közös világörökségi helyszíne |                                 |
| Vegyes (I)(III)(VII)(X) |                                 |
| Védett terület: 249 313 ha, puffer zóna: 46 630 ha, hivatkozás: 985 |                                 |
| Az uKhahlamba, más néven Drakensberg (Sárkány-hegy) Nemzeti Park a Dél-afrikai Köztársaság és Lesotho közös világörökségi helyszíne. A változatos felszíni formákat mutató táj két részre, egy kisebb északi és egy sokkal nagyobb déli területre osztható. A park jellegzetességei a mély völgyekkel tagolt bazalt és homokkőtömbök és a meredek sziklaszirtek. A talajerózió során barlangok és sziklaereszek alakultak ki, ezekben szan (busman) sziklaművészet alkotásaira bukkantak. Ez a Szaharától délre eső területek legjelentősebb sziklarajz-együttese. A legkorábbi rajzok több ezer évesek, a legkésőbbiek körülbelül háromszáz évvel ezelőtt készültek korábbi, évezredes festékrétegekre. A színes festmények a barlangok olyan részére kerültek, amelyeket feltételezhetően rituális célokra használtak. A területen még a 19. század elején is éltek vadászó-gyűjtögető csoportok. A nemzeti park növényzete három zónára oszlik, ezek a folyó völgyében és a hozzá tartozó szurdokrendszerben élő növények, valamint a hegyi lejtők és a magas fennsík növényzete. Ez a három zóna összesen mintegy 2100, köztük több védett növényfajnak ad otthont ezen kívül olyan ritka madárfajoknak is mint a fokföldi keselyű. |                                 |

| | Kocshang, Hvaszun és Kanghva dolmenjei |
| Dél-Korea |                                        |
| Kulturális (III) |                                        |
| Védett terület: 51,65 ha, puffer zóna: 314,55 ha, hivatkozás: 977 |                                        |
| A Koreai-félsziget területén található a megalitikus kultúrák legtöbb fennmaradt emléke a világon. Összesen dolmenek tízezrei állnak itt, Kocshang, Hvaszun, Kanghva világörökségi helyszínéhez is több száz tartozik. Az ősök tiszteletéhez kapcsolódva a bronzkorban terjedtek el a félszigeten. A dolmenek 2-4-6 függőleges kőlapból állnak, amelyeken egy esetenként háromszáz tonnás súlyt is elérő vízszintes kőlap fekszik. A kanghvai dolmenket dombokon lévő sírok fölé emelték. A kőasztalhoz hasonlító sírépítményeket feltehetően a helyi elit számára készítették. Elképzelhető, hogy ezeket az egyszerű szerkezetű sírkamrákat eredetileg föld borította, vagy olyan felületként is funkcionálhatott, ahol a halottak teste elbomlott a csontok eltemetése előtt. Az építmények legalább két méter magasak. A megalitikus építmények egy másik csoportja az úgynevezett „házak” amelyeket szintén sírok fölé emeltek és négy függőleges oldaluk van. |                                        |

| | 3. Kjongdzsu Történelmi Körzet |
| Dél-Korea |                                |
| Kulturális (II)(III) |                                |
| Védett terület: 2 880 ha, puffer zóna: 350 ha, hivatkozás: 976 |                                |
| Kjongdzsu a központosított koreai állam fővárosa volt a 7. és a 10. század között, ma egy nemzeti park központja. A történelmi körzetben buddhista műemlékek találhatók, szobrok, domborművek illetve paloták és templomok maradványai. A sakktáblaszerű úthálózat és az épületromok a főváros fejlődését mutatják be miután a 7. században kisebb regionális királyságok egyesültek. A maga korában Ázsia legnagyobb városai közé tartozott. A terület jellegzetes tájelemei a a nagyméretű zöld sírhalmok, amelyekbe az uralkodókat temették már az 1. század óta. A régészeti ásatások során arany- üveg- és kerámialeleteket is feltártak. A helyszín legfontosabb részei a Tumuli park királysírokkal, a Volszong-övezet egy palota maradványaival, a Cshomszongde csillagvizsgáló, a Punhvangsza-templom megmaradt alsó szintjei, a Hvangnjongsza-templom (a Silla-korszak legfontosabb temploma, 7. század), a Namszan-hegy Buddha domborművei és előkelők sírjai, valamint a Pjolgung rezidencia. |                                |

| | Blaenavon ipartörténeti műemlékei |
| Egyesült Királyság |                                   |
| Kulturális (III)(IV) |                                   |
| Védett terület: 3 290 ha, hivatkozás: 984 |                                   |
| A 19. században Wales volt a kőszén kitermelésének és a vaskohászatnak az egyik legfontosabb központja. Blanavonban fennmaradtak azok az ipari helyszínek, épületek, amelyeket ez a két ipar hozott létre, illetve tett lehetővé, többek között bányák, gyárak, munkáslakások és vasútvonalak. A munkálatok 1798-ban kezdődtek, amikor a falu közelében három nagyolvasztót építettek, és az akkori legmodernebb eszközökkel vasat állítottak elő. Az olvasztókat bányadombok oldalában építették, hogy felülről táplálhassák a környéken bányászott nyersanyaggal. A 19. század közepén megnőtt a betelepülők száma, ennek következtében a korábbi kis falu egy várossá nőtte ki magát. A helyszín épületei három csoportba tartoznak, a vasmű és a körülötte lévő épületek, a Szent Péter-templom és környéke és egy kelet-nyugati tengely mellett álló épületsor. A 20. század második felében már egyre kevesebb vasércet termeltek ki, ezért a város is hanyatlani kezdett. A legutolsó bánya, egy szénbánya az ipari terület szélén 1980-ban zárt be, korábban az innen bányászott szénnel fűtötték a vasolvasztó kemencéket. Ez a bánya a Big Pit jelenleg nemzetközi jelentőségű szénbányászati múzeum. |                                   |

| | St. George történelmi városa és erődítményei |
| Egyesült Királyság |                                              |
| Kulturális (IV) |                                              |
| Védett terület: 257,5 ha, hivatkozás: 983 |                                              |
| Az 1612-ben alapított St. George a legrégebbi város az Újvilágban (ahogy az amerikai kontinenst akkor elnevezték), és jó példája a 17. században létesített kolóniáknak. A város körül fennmaradt erődítmények a 17.–20. századi katonai építészet fejlődését illusztrálják. A sziget első angol telepesei egy hajótörés következtében sodródtak partra a 17. század elején. A kezdetektől fogva katonai bázisnak épített település hamar az Atlanti-óceán közepén elterülő szigetek törvényhozási központja lett. A város legfontosabb épületei a King Square, a főtér a városházával, a 18. század elején épült Szent Péter-templom, valamint a 19. század nagyobb szabású épületei, a Híd-ház, a Vadászlak és a Whitehall. Az egy-, kétszintes házakat pasztellszínekre festették, és fehérre festett kőlapokkal fedték be. A város keleti végén építették a hadi létesítményeket, az első kaszárnyát 1780-ban. Az erődítményrendszer aminek a legnagyobb darabja a Szent Katalin-erőd egészen a parti szolgálat leszereléséig, 1956-ig működött, ma múzeum. |                                              |

| | Miri várkastély |
| Fehéroroszország |                 |
| Kulturális (II)(IV)() |                 |
| Védett terület: 27 ha, hivatkozás: 625 |                 |
| A gótikus, reneszánsz és barokk stílusú várkastély építése a 15. században kezdődött majd 1568-ban Radziwill herceg tulajdonába került. A 16. és a 17. század folyamán főúri rezidenciává alakították át. A várkastély alaprajza egy 75 méter oldalhosszúságú négyzet, mind a négy sarkán ötszintes, vaskos toronnyal. Az épületegyüttes a belaruszok egyik nemzeti jelképe, ami sokszor különböző birodalmak ütközőzónájába került. A kastélyt eredetileg két okból építették, a robusztus téglafalak és a lőrések katonai szerepre utalnak, míg a toronyhomlokzatok díszítése reprezentációs céllal készült. Jellegzetessége, hogy a vörös téglából épült egységek fehérre vakolt épületrészekkel váltakoznak. A 19. században elvesztette stratégiai jelentőségét, ekkor keleti oldalánál egy parkot alakítottak ki, ahova 1904-ben egy kápolnát emeltek. Az első világháborúban súlyosan károsodott, a második világháborúban koncentrációs táborként használták, felújítása csak az 1980-as években kezdődött meg. |                 |

| | Merenkurkku szigetvilága |
| Finnország és Svédország közös világörökségi helyszíne |                          |
| Természeti (VIII) |                          |
| Védett terület: 336 900 ha, hivatkozás: 898 |                          |
| A finnországi Merenkurkku-szigetvilág és a svédországi Magaspart határokon átívelő természeti világörökségi helyszíne a Balti-tenger északi részén található. A szigetvilág körülbelül 5600 szigetből áll. Az utolsó jégkorszak vége óta (ami Skandináviában 9600 évvel ezelőtt történt) a szigetcsoport tengerszint feletti magassága folyamatosan és gyors ütemben nő. Ennek oka, hogy elolvadt a hatalmas súlyú jégtakaró, ami eddig a víz alá nyomta. Ennek a folyamatnak a hatására szigetek bukkannak elő, a meglévő szigetek és a félszigetek területe egyre nagyobb lesz, egyes öblökből tavak lesznek később pedig mocsarak és tőzeglápok. A Magaspartot szintén az olvadás és ennek következtében a új földdarabok kiemelkedése formálta. Jellegzetességei a tavak és az erdővel borított dombok. A térség eddig 285 métert emelkedett és ez a folyamat jelenleg is tart. A talaj évszázadonként 93 centimétert emelkedik, ami az eddig ismert legnagyobb mértékű emelkedés, így ezen a területen lehetőség nyílik a jégkorszak utáni földmozgások tanulmányozására. |                          |

| | A Loire-völgye Sully-sur-Loire és Chalonnes közt |
| Franciaország |                                                  |
| Kulturális (I)(II)(IV) |                                                  |
| Védett terület: 86 021 ha, puffer zóna: 213 481 ha, hivatkozás: 933 |                                                  |
| A helyszínhez a Loire-völgyének egy körülbelül kétszáz kilométeres szakasza tartozik. Az első településeket rómaiak alapították, az első nagyobb fellendülés a 4. században következett be. Később a Karoling- és Capeting-ház is kötődött a térséghez és itt található a Plantagenet-királyok temetkezési helye is. Jelentősek középkori műemlékei például a Germiny-des-Prés-templom és a Fontevraud-apátság. A százéves háborúban ütközőzóna volt, ekkor masszív erődök épültek a területen, később ezeket építették át a ma is látható kastélyokká főleg I. Ferenc uralkodása idején. A 17-18. században a kereskedelemnek és a manufaktúráknak köszönhetően a környék felvirágzott és a 19. századtól egyre többen látogatták meg turistaként. A térség leghíresebb kastélyai a Chenonceau, Chambord kastélya, valamint Blois, Amboise, Sully-sur-Loire kastélyai. Jelentősek egyházi építményei is, például Orléans székesegyháza és az Angers városban található Szent Móric-katedrális. Az évszázadok során számos áradás pusztított a környéken, ez ma is veszélyt jelent az épületekre. |                                                  |

| | Rietveld Schröder-ház |
| Hollandia |                       |
| Kulturális (I)(II) |                       |
| Védett terület: 0,0075 ha, hivatkozás: 965 |                       |
| Az Utrechtben található Rietveld Schöder házat 1924-ben építették és az úgynevezett De Stijl művészcsoport egyfajta hitvallásának tekinthető. A mozgalom 1917-ben indult és kapcsolatban állt a német Bauhaus irányzattal. A művészekből és építészekből álló holland csoport sajátos geometrikus-absztrakt formanyelvet hozott létre. A házat a modern építészet egyik jelképének tartják, tervezése és építése egy időben zajlott. A kis családi ház rugalmas térbeli elrendezésű, szerkezetét tekintve egy hagyományos téglaház, viszont a felső szintet Gerrit Rietveld – a tervező – egy folytatólagos nyílt térnek alakította ki, amelynek falai a tulajdonos igényeinek megfelelően eltolhatók. A ház mennyezete fagerendás, alapja, a pince és az erkélyek betonból készültek. A tulajdonos és az építész részletes fotódokumentációt készített az építés folyamatáról, ami jelentős dokumentuma a De Stijl művészcsoport tevékenységének. Befejezése után a szakemberek szinte azonnal a klasszikus modernizmus egyik remekműveként tekintettek rá. |                       |

| | Szent Jakab-katedrális Šibenikben |
| Horvátország |                                   |
| Kulturális (I)(II)(IV) |                                   |
| Védett terület: 0,1 ha, puffer zóna: 15 ha, hivatkozás: 963 |                                   |
| Šibenik velencei stílusú óvárosának legfontosabb épülete az 1431 és 1535 között emelt Szent Jakab-katedrális, amire észak-itáliai, toscanai és dalmát építészeti hatások keveredése jellemző. Az épület bazilika szerkezetű, kizárólag kőből épült, ezért a boltozat és a kupola kialakításához teljesen egyedi eljárásokat kellett alkalmazni. Alaprajza háromhajós, apszisokkal és a négyezet felett kupolával. A tetőfedéshez kőből faragott „cserepeket” használtak, ezek tökéletes illeszkedését csiszolással érték el. A kupola függőleges cserepeit kőékek tartják a helyükön. A templom építése három szakaszra bontható, az első szakaszban (1431 – 1477) Juraj Dalmatinac irányítása alatt megépültek az oldalhajók a párkányig, a keresztelőkápolna és az apszisok. 1477 után befejezték az oldalhajókat, elkészült a dongaboltozat, a kupola, valamint a nyugati homlokzat. A munkálatokat ekkor Giovanni Fiorentino, Donatello egyik tanítványa felügyelte. Az építkezés utolsó fázisa 1505-ben kezdődött, a katedrális 1535-ben szentelték fel. Stílusa átmenetet képez a gótika és a reneszánsz között, ez díszítésében is megmutatkozik, főleg leghíresebb díszítőelemében a hetvenegy emberfejet ábrázoló kőből faragott frízben. |                                   |

| | A Guszuku területek és a Rjúkjúi Királyság műemlékei |
| Japán |                                                      |
| Kulturális (II)(III)(VI) |                                                      |
| Védett terület: 54,9 ha, puffer zóna: 559,7 ha, hivatkozás: 972 |                                                      |
| A terület a 12. és a 17. század között független volt, szoros kulturális és kereskedelmi kapcsolatban állt Délkelet-Ázsiával, Kínával és Koreával, ennek köszönhette gazdagságát is. Az Okinaván lévő várak e gazdagság megnyilvánulásai. Ezek a „guszuk”-nak nevezett épületek speciális védelmi rendszerrel látták el, amelyek a 10 – 11. századi rjúkjúi gazdálkodó közösségek által emelt kőfalakból fejlődtek ki. Az első ilyen várat 1237 és 1248 között építették a Suri nevű dombon ami az ekkor már politikailag egységes szigetcsoport első központja volt. Mintájára a rjúkjú hercegek a 14. század elején újabb várakat emeltek. A királyság 1609-ben elvesztette függetlenségét, a várak ma romos állapotban vannak. A várak mellett szakrális építmények is fennmaradtak köztük a 16. század eleji Szonohjan-szentély, a Rjúkjúi Királyság oltalmazó szentélye. A Suri várkastélyt 1958 és 1992 között egy átfogó rekonstrukció során újjáépítették. |                                                      |

| | Dél-Anhuj ősi falvai – Hsziti és Hungcun |
| Kína |                                          |
| Kulturális (III)(IV)(V) |                                          |
| Védett terület: 52 ha, puffer zóna: 730 ha, hivatkozás: 1002 |                                          |
| Az Anhuj tartomány délkeleti részén fekvő két település a kínai feudalizmusról ad képet, jellegzetességeik úthálózataik, dél felé néző házaik és vízellátó rendszereik. A két fennmaradt falu ritkaságnak számít Kínában, mivel az ilyen jellegű hagyományos lakóhelyek nagyrészt elpusztultak a 20. század folyamán. Az épületek és a településszerkezet egy hosszan tartó viszonylag nyugodt időszak viszonyait tükrözik, a kétszintes téglaházak a kínai építészet kétezer év alatt alig változó formáit követik. A szellősen elhelyezkedő favázas házak falai téglából készültek, az utcákat gránitlapokkal borították be. A tehetős kereskedők által emelt házakra tájolásuk mellett a magas tetőt, a rácsos ablakok, a lőrésszerű nyílások jellemzőek. A gazdag díszítés a családok magas rangjára utal, akik a dél-anhuji kereskedőhercegek osztályához tartoztak. A legtöbb ma is látható épület a 15. és a 17. század között épült, a vízellátó rendszer korábbi, már a 14. században is létezett. Hungcun falu közepén egy nyitott csatorna fut keresztül ez hozta létre a központban található Hold-tavat és a településtől délre fekvő Déli-tavat. |                                          |

| | A Ming és Csing császári sírok, köztük a Ming-dinasztia sírhelyei és a Ming Hsziaoling-mauzóleum |
| Kína |                                                                                                  |
| Kulturális (I)(II)(III)(IV)(VI) |                                                                                                  |
| Védett terület: 3 434,93 ha, puffer zóna: 23 429,4 ha, hivatkozás: 1004 |                                                                                                  |
| A Ming- és Csing-dinasztiák (1368-1911) császári sírjai hét helyen találhatók meg Kelet-Kínában. A legnagyobb Ming-kori síremlék a Hopej tartományban található Hsziaoling-mauzóleum, a dinasztia legegységesebb sírcsoportját pedig Peking közelében alakították ki. A régi és egy új sírkamrát is tartalmazó Hszianlig-mauzóleumot a 16. század közepén egy harminc épületből álló császári temetkezési hellyé fejlesztették. A Csing-dinasztia sírkerületeit Peking közelében építették fel, tizenöt mauzóleumban összesen 161 személyt temettek el. A nyugati sírcsoporthoz egy buddhista templom is tartozik, valamint egy ideiglenes császári rezidencia. A síremlékek kialakításakor ügyeltek az épületek és a környező táj harmóniájára. Mindet a fengsuj hagyomány alapján síkságokra vagy völgyekbe tervezték, amelyen legalább egy folyó található, északon egy magasabb hegylánccal délen egy alacsonyabb heggyel. A gondosan kialakított síremlékeket egy több kilométeres úton a Lelkek útján lehetett megközelíteni. Az ilyen típusú síremlékek a Kínában öt évszázadon keresztül elfogadott filozófiát és hatalomfelfogást testesítik meg. |                                                                                                  |

| | Lungmen-barlangok |
| Kína |                   |
| Kulturális (I)(II)(III) |                   |
| Védett terület: 331 ha, puffer zóna: 1042 ha, hivatkozás: 1003 |                   |
| A Kína keleti részén Lojang város mellett található Lungmen-barlangok más néven Sárkánykapu-barlangok alkotják az ország egyik legnagyobb barlangtemplom-együttesét. Egy nagyjából ezer méter hosszú sziklafalban több mint kétezer sziklabarlangot és falfülkét alakítottak ki, (1352 barlang, 750 fülke), díszítésük a kínai kőfaragás egyik csúcspontjának tekinthető. A legtöbb templom kisméretű, fülkeszerű, de van köztük olyan is (Ősök tisztelete-szentély), ami eléri a harminc méteres hosszúságot is. A hely másik remekműve a Tízezer Buddha barlangja négyszögletes falain több ezer domborművel. A barlangokat falfestményekkel és Buddha-szobrokkal is díszítették. Összesen majdnem tízezer szobrot állítottak fel, ezen kívül számos feliratot is véstek a sziklákba. A barlangtemplomokat az északi Vej-dinasztia idejében kezdték el kialakítani (az 5. század végétől), majd a Szuj- és Tang-dinasztiák alatt (6-9. század) tovább bővítették. A barlangszentélyekben alkalmazott szobrászati díszítés a helyi, magas fokú művészi kreativitású, úgynevezett Lungmen-stílusban készült, ez a kifejezésmód inspirálta Észak-Kína buddhista stílusú szobrászatát is. |                   |

| | Csingcseng-hegy és a Tucsiangjen-öntözőrendszer |
| Kína |                                                 |
| Kulturális (II)(IV)(VI) |                                                 |
| Hivatkozás: 1001 |                                                 |
| A helyszín a Tibeti-fennsík keleti peremén található Csengtu város közelében. A változatos növény- és állatvilággal rendelkező térségre hosszú időn keresztül a gazdasági és szellemi függetlenség volt jellemző. A hegy egyike Kína taoista hegyeinek, erre a 3. és a 8. század között épült templomai emlékeztetnek. Legfontosabb szentélye a Mennyei Mester Barlangja a 2. században élt Csang Tao-ling lakhelye. Ő volt a taoista tien-si „öt mérő rizs” szekta megalapítója, vallási irányzata a mai napig a legelterjedtebb taoista irányzatnak számít Kínában. A bőséges vízhozamú Min-folyót szabályozó öntözőrendszert az i. e. 3. században kezdték kialakítani a hegytől keletre a Szecsuani-medence peremén. Jelenleg is ez a rendszer szállítja a vizet a Csengtu-síkság termékeny földjeire. A vízfolyásokat egy mesterséges szigettel választották el egymástól, amelyek vizét különböző csatornákba továbbítják. |                                                 |

| | Az első kávéültetvények régészeti területe |
| Kuba |                                            |
| Kulturális (III)(IV) |                                            |
| Védett terület: 81 475 ha, hivatkozás: 1008 |                                            |
| A kávét a 18. század végén hozták be Kubába Haitiről érkező francia menekültek. A száraz éghajlat ideálisnak bizonyult termesztéséhez, és ez a 19-20. században egyedi módon rajzolta át a tájat. A világörökségi helyszínhez a Sierra Maestra hegyoldalain 80 000 hektáron kialakított 171 kávéültetvény maradványai tartoznak. Egy ültetvény a tulajdonos rezidenciájából, a rabszolgák szállásából, a szárító teraszokból (a legfontosabb gazdasági létesítményekből), gépekből és műhelyekből állt. A szárítók alacsony falakkal körülkerített süllyesztett területek voltak, amelyeket ciszternákkal vagy vízvezetékekkel kötöttek össze. A munkaerőt egymillió afrikai rabszolgával biztosították. A gyors fejlődés után a 19. század végén a kubai kávétermelésnek több latin-amerikai konkurense is kialakult, fejlettebb mezőgazdasági módszereik miatt az itteni termelés hátrányba került és fokozatosan be is szüntették. |                                            |

| | Kur-földnyelv |
| Litvánia és Oroszország közös világörökségi helyszíne |               |
| Kulturális (V) |               |
| Védett terület: 33 021, hivatkozás: 994 |               |
| A balti-tengeri Kur-öbölben fekvő 98 kilométer hosszú, egyes helyeken fél, máshol négy kilométer szélességű földnyelven Litvánia és Oroszország osztozik. A terület már az őskorban is lakott volt, az évezredek során a helyieknek mindig komoly problémát jelentett a szél és a tenger eróziós hatása. A lakosok erdőtelepítéssel és a part megerősítésével igyekeztek megállítani a környezet pusztulását. A földnyelv vándorló homokdűnéiről ismert, ezek közül a legnagyobb a Nagy-dűne Nida falu mellett található. Ez Európa legnagyobb homokdombja, magassága eléri a hatvan métert. A homokdombok kis területen vándorolnak, mozgásukat fák ültetésével igyekeznek keretek között tartani. A félszigeten halászfaluk épültek, a legkorábbiak házai fából nádtetővel. A 19. század végétől már bonyolultabb épületeket, világítótornyot, iskolákat, templomokat és villákat is emeltek. A nemzeti park legfontosabb kulturális értékei a 19. századból származó halászkunyhók és tanyák. A tanyák általában három épületből állnak, egy lakóházból egy karámból és a halak tartósítására szolgáló füstölőházból. |               |

| | Pécsi ókeresztény sírkamrák |
| Magyarország |                             |
| Kulturális (III)(IV) |                             |
| Védett terület: 3,76 ha, puffer zóna: 4,87 ha, hivatkozás: 853 |                             |
| Pannóniában, az egykori római provinciában alapított Sopianae – a mai Pécs – városának 4. századi ókeresztény közössége temetőjében kápolnát, sírkamrákat és épített sírokat is épített. A késő római temető a mai belváros északnyugati részén a székesegyház környékén található. A sírépítmények többsége eredetileg a föld fölött volt. A temetőt már a 18. század végén ismerték, a leghíresebb, az I. számú Péter-Pál sírkamrát 1782-ben fedezték fel a dongaboltozatán tökéletesen fennmaradt festményekkel. A kétszintes kamra festményein Péter és Pál apostol, Mária, József, Noé, valamint Ádám és Éva látható. Jelentős a II. számú, úgynevezett Korsós sírkamra is, ahol egy falfülkében az oltáriszentség megjelenítéseként is értelmezhető kancsó és pohár látható. Ezen kívül fontos építészeti lelet még két kápolna maradványa, ebből az egyik az 5-6. századra datálható. A kétszintes épületeknek kettős funkciójuk volt, egyszerre voltak temetkezési helyek és kápolnák ahol a szertartásokat végezték. Az ókeresztény sírkamrák közül három látogatható. |                             |

| | Kinabalu Park |
| Malajzia |               |
| Természeti (IX)(X) |               |
| Védett terület: 75 370 ha, hivatkozás: 1012 |               |
| A Kinabalu Parkot 1964-ben alapították Borneó északi részén, névadója a Kinabalu-hegy Délkelet-Ázsia legmagasabb hegye a Himalája és Új-Guinea közötti térségben. A 4095 méter magas hegy és környéke ősi és változatos növényvilágáról nevezetes, ami a trópusi alföldtől az alpesi fennsíkokig terjed, magába foglalva hegyvidéki esőerdőket, trópusi lombhullató erdőket, magashegyi erdős területeket és erdőhatár feletti cserjéseket. A legalsó, a trópusi esőerdő szintjén több mint ezer orchidea faj él, az összes edényes növényfajok száma 5-6 ezerre tehető. A kivételes fajgazdagság miatt a hegyet Délkelet- Ázsia „növényi központjának” tartják. A lombhullató erdőkben negyven tölgyfélét azonosítottak. A park állatvilága is változatos eddig 112 emlősfajt figyeltek meg köztük 4 főemlőst is, valamint 326 madárfajt, ami Borneó teljes madárvilágának a fele. A terület növényei több helyről származnak és egyaránt mutatnak himalájai, kínai, ausztrál és malajziai jellegzetességeket is. |               |

| | Gunung Mulu Nemzeti Park |
| Malajzia |                          |
| Természeti (VII)(VIII)(IX)(X) |                          |
| Védett terület: 52 864 ha, hivatkozás: 1013 |                          |
| A nemzeti park Borneó szigetén Sarawak tartományban terül el. A védett terület meghatározó tájelemei a Gunung Mulu-hegy 2377 méter magas homokkő csúcsa, 50 méteres magasságot elérő fűrészfogas, éles sziklaoszlopok és egy hatalmas barlangrendszer a Sarawak csarnokkal ami a világ eddig ismert legnagyobb barlangürege. A barlangrendszerben tanulmányozható bolygónk geológiai fejlődése és a barlangi állatok evolúciója. A barlangok korát 30 millió évesre becsülik. Az üreges táj vulkáni eredetű, ami homokba süllyedt majd ellepte a tenger. A ma is látható mészkőelemeket korallok és tengeri állatok hozták létre. A park növényvilága is jelentős, itt található egy helyen a legtöbb pálmaféle, 20 pálmanemzetség 109 faja. A barlanghálózatban egyedülállóan nagy egyedszámú szalangána- és denevérpopuláció él, például csak a borneói szelindekdenevérből megközelítőleg 3 millió példány. |                          |

| | Dessau–wörlitzi kertbirodalom |
| Németország |                               |
| Kulturális (II)(IV) |                               |
| Védett terület: 11 891 ha, puffer zóna: 11 208 ha, hivatkozás: 534 |                               |
| A dessau-wörlitzi kertbirodalom Szász-Anhalt tartományban található kultúrtáj, amely néhány jelentős épületből illetve angolkertekből áll. A kertbirodalom az Elba mentén 142 km² területen fekszik a közép-elbai bioszféra-rezervátumban. Kialakítását III. Lipót Frigyes Ferenc anhalt-dessaui herceg rendelte le 1746-ban. A felépült barokk együttes amelyen holland hatások is felismerhetők ma is eredeti formájában látható. Az épületek tervezésekor híres római kori, itáliai reneszánsz és angol klasszicista épületeket vettek alapul. A tájépítés már 1683-ban elkezdődött amikor a várost, a parkot és a hercegi rezidenciát egy egységbe foglalták. 1700 körül az Elba mocsaras árterében területeket csapoltak le, ide tanyákat, falvakat terveztek. A 18. század második felében épült a a központi épület Wörlitz kertes kastélya a német klasszicizmus egyik legfontosabb alkotása. III. Lipót Frigyes idejében a kerteket és az épületeket egy művészi alkotássá fejlesztették halálakor 1817-ben hercegségének egy jelentős része szinte egy összefüggő kert volt. A park többi eleme közül figyelemre méltó Flóra temploma, a zsinagóga és a gótikus ház. |                               |

| | Reichenau |
| Németország |           |
| Kulturális (III)(IV)(VI) |           |
| Hivatkozás: 974 |           |
| Reichenau a Boden-tó legnagyobb szigete Németországban. 724-ben alapított Benedek-rendi kolostora a 10–11. századi európai művészettörténet jelentős emléke. A kolostorsziget idővel Európa egyik jelentős szellemi és vallási központjává vált. A 9. és a 11. század között épült templomai jellemző darabjai Európa kora középkori egyházi építészetének. A Szent Mária-templom építése a Karoling-korban kezdődött, 816-ban szentelték fel, majd a következő három évszázadban többször átépítették mai iker kereszthajókkal ellátott bazilika formájára. A Szent Péter és Szent Pát apátsági templom későbbi, 1080 és 1134 között épült, kereszthajó nélküli bazilika formájú templom. A helyszín legfontosabb műemléke a késő Karoling-kori Szent György-templom, ami Ottó-korabeli falfestményeiről nevezetes. A képek Jézus életéből ábrázolnak jeleneteket. A magas művészi színvonalú falképek bizonyítják, hogy a helye jelentős művészeti központ volt, ahol irodalmi és tudományos tevékenységeket is folytattak. Az első kolostor csak romjaiban maradt meg. |           |

| | León Viejo |
| Nicaragua |            |
| Kulturális (III)(IV) |            |
| Védett terület: 31,87 ha, hivatkozás: 613 |            |
| León Viejo volt az amerikai kontinens egyik legrégebbi települése. Az 1524-ben alapított város romjai a mai Leóntól harminc kilométerre, a Xolotlán-tó partján helyezkednek el. A támaszpontként funkcionáló települést Francisco Hernández de Córdoba alapította a chorotega indiánok területén. Fejlődésének csúcspontját 1545 körül érte el, de spanyol eredetű lakosainak száma ekkor sem haladta meg a kétszáz főt. A hálós alaprajú várost sok más latin-amerikai településhez hasonlóan egy központi tér köré építették, és nagy részben fából, bambuszból és agyagból készült házakból állt. A közeli Momotombo vulkán 1578-as kitörése után sokan elhagyták, majd egy 1610-ben bekövetkezett földrengés következtében elnéptelenedett. Napjainkra épületeinek csak alapjai maradtak fenn. A területen 1968 óta folytatnak ásatásokat, a feltárások során eddig többek között a királyi öntöde, a székesegyház és a La Merced-kolostor maradványait azonosították. |            |

| | Lipari-szigetek |
| Olaszország |                 |
| Természeti (VIII) |                 |
| Védett terület: 1 216 ha, hivatkozás: 908 |                 |
| A Szicíliától északra fekvő Lipari-szigetcsoport hét szigetből, (Alicudi, Filicudi, Panarea, Salina, Vulcano, Stromboli és Lipari) áll. A pliocén földtörténeti korban alakultak ki három különböző időszakban, de vulkáni tevékenységük csak a pleisztocén korban kezdődött. Jelenleg csak a Stromboli vulkán aktív, a hegy gyakorlatilag az egész szigetet elfoglalja. Ez a negyvenezer éve aktív tűzhányó a világ egyik legaktívabb vulkánja ami közelről tanulmányozható. Filicudi szigetén három kialudt vulkán található. Vulcano sziget Grande Fosse vulkánja is valamilyen szintig aktívnak tekinthető, de nem produkál látványos kitöréseket, ezen kívül Liparin is megfigyelhetőek vulkanikus eredetű jelenségek pl. gőzkiáramlás. A tűzhányókat már a 18. században elkezdték tanulmányozni és leírni a különböző vulkáni tevékenységeket. A szigetcsoport népszerű turisztikai célpont, ezen kívül gazdag élővilágnak ad otthont. A szigeteken négy őshonos, összesen kilencszáz növényfajt dokumentáltak, negyven madárfaja közül tíz veszélyeztetett. A legkisebb sziget – Panarea – különösen gazdag növényfajokban. A térség kedvelt pihenőhelye a költöző madaraknak is. |                 |

| | Verona városa |
| Olaszország |               |
| Kulturális (II)(IV) |               |
| Védett terület: 444,4 ha, puffer zóna: 303,98 ha, hivatkozás: 797 |               |
| Az Adige folyó mellett fekvő Veronát a rómaiak alapították az i. e. 1. században. Ebből a korból származik többek között az i. sz. 1. században épült amfiteátrum (az operafesztiváloknak is helyet adó Arena di Verona), a egyik városkapu a Porta dei Borsari, és a folyó kanyarulata mellett álló színház. A hálós elrendezésű város középkori épületei közül legfontosabb a román stílusban épült San Zeno-templom, amit egy 6. századi, földrengésben elpusztult korábbi épület helyén emeltek. Jelentősek nyugati homlokzatán látható domborművei. A 13. és 14. században Verona a Scaligeri-család uralma alatt áll, ekkor épültek gótikus stílusú Scaligeri-síremlékek és a a híddal kiegészített vár a Castelvecchio. A Szent Anasztázia-templom szintén gótikus stílusú és ebben a stílusban építették át a dómot is. Verona központja az egymáshoz közel lévő két tér köré (Piazza delle Erbe és Piazza dei Signori) alakult ki, ahol sok szép középület látható, köztük a Városháza, a Loggia del Consiglio, a Domus Nova és a Palazzo del Governo. Verona következő virágkorát velencei uralom alatt élte a 15. és a 18. század között, jelentősek a Michele Sanmicheli által tervezett reneszánsz épületei is. |               |

| | Assisi Szent Ferenc-bazilika és a ferencesrendi műemlékek |
| Olaszország |                                                           |
| Kulturális (I)(II)(III)(IV)(VI) |                                                           |
| Védett terület: 14 563,25 ha, puffer zóna: 4 086,7 ha, hivatkozás: 990 |                                                           |
| Assisi az umbriai kisváros Szent Ferenc és a ferences rend tevékenysége következtében a 13. században Itália egyik legfontosabb művészeti központjává vált. A templomot Szent Ferenc kanonizációja után 1228-ban kezdték építeni. A rendalapítóról elnevezett és a szent sírját is rejtő, a 13. század közepén felszentelt kétszintes templom fontos zarándokhellyé vált. Freskódíszítésén a kor legjelentősebb művészei dolgoztak – köztük Simone Martini, Giotto, Cimabue, Pietro és Ambrogio Lorenzetti – és az ország legnagyobb freskókkal díszített templomának tartják. Homlokzatának legfeltűnőbb eleme nagyméretű rózsaablaka. A San Rufino-templom korábbi formájában valószínűleg már a 8. században is létezett, mai formája a 11. század első felében alakult ki. A ferences rend női ágát megalapító Szent Klárának ajánlott azonos nevű templom építése 1257-ben kezdődött, jellegzetességei széles támpillérei. A városfalakon kívül épült fel a Szent Péter bencés apátság, amit már a 11. század első harmadában említenek a források. A világörökségi helyszínhez tartozik még ezeken kívül a Santa Maria degli Angeli-templom, a San Damiano- és Le Carceri-kolostorok, valamint a Rivotorto-szentély. |                                                           |

| | A tömjén földje |
| Omán |                 |
| Kulturális (III)(IV) |                 |
| Védett terület: 849,88 ha, puffer zóna: 1243,24 ha, hivatkozás: 1010 |                 |
| A lelőhelyek egy, a neolítikumtól a késői iszlám korig virágzó civilizációnak a maradványai és az ókor egyik legdrágább luxuscikkének, a tömjéntermesztésnek és kereskedelmének állítanak emléket. A térség az ókorban az i. e. 1. századig a karavánok egyik fontos megállóhelye volt, ekkortól azonban a tömjénkereskedelem áttevődött a tengerekre. A legfontosabb célállomások a Földközi-tenger vidéke, Mezopotámia, India és Kína voltak. A tömjénkereskedelem meghatározó helye a Dzofár régió három területe volt, a Vádi-Dauka tömjénkert, ahol ma is láthatók tömjénfák, a Siszr-oázis valamint a dél-ománi kikötők, Húr Rúri és al-Balid. Egy Délnyugat-Ománban található régészeti leletcsoportot az 1990-es években fedezték fel műholdképek segítségével. Az ősi város romjai a Rub el-Háli-sivatag szélén fekszenek a mai oázisváros, Siszr közelében. A Húr Rúri lagúnán Sumhuram kikötővárosát az i. sz. 2. században alapították meg a jemeni Hadramaut Királyság fennhatósága alatt. A középkorban al-Balíd (mai nevén Szalála) viszont jelentősebb központtá fejlődött, megerősített középkori településének romjai a kutatók szerint azonos az arábiai utazók által említett Zafár kikötőjével. |                 |

| | A Ferapontov-kolostor együttese |
| Oroszország |                                 |
| Kulturális (I)(IV) |                                 |
| Védett terület: 2,1 ha, puffer zóna: 20 ha, hivatkozás: 982 |                                 |
| A Ferapontov-kolostor gondosan megőrzött épületegyüttese az orosz ortodox építészet egyik jelentős alkotása, jelenleg múzeumként üzemel. A kolostorban 1488-ban tűzvész pusztított és csak a 17. században építették újjá. A 19. században egy részét lezárták, a 20. század elején apácazárdaként működött, majd 1924-ben bezárták. Hat nagyobb épületcsoportból áll, legfontosabb részei három templom és egy harangtorony. Legkorábbi közülük az Istenanya születése-templom, ezt 1490-ben téglából építették. A hagymakupolás, négyzetbe foglalt kereszt alaprajzú épület a kolostor központja. A visszafogott külsejű épület belső falfestményeit a 15. század végén alkotta Gyionyiszij mester, a kor legnagyobb ikonfestője, Andrej Rubljov követője. Az Angyali üdvözlet temploma a refektórium mellett áll, ezen kívül figyelemre méltó a kincstár épülete is. Egy 17. századi bővítéskor készült el a harangtorony és a kolostorkapu fölött a Martinian-templom, amelynek keresztboltíve fölött egy piramisformájú hegyes torony emelkedik. |                                 |

| | A Kazanyi Kreml történelmi és építészeti épületegyüttese |
| Oroszország |                                                          |
| Kulturális (Ii)(III)(IV) |                                                          |
| Védett terület: 13,45 ha, puffer zóna: 115 ha, hivatkozás: 980 |                                                          |
| Kazany történelmi jelentőségű citadelláját, Kremljét 1552 után kezdték kialakítani IV. (Rettegett) Iván parancsára, miután elfoglalta a várost. Az épületegyüttes egy korábbi, részben lerombolt tatár erőd helyén áll. A régi erődből a hét emelet maga Szüjümbike-torony maradt meg, az egyetlen fontosabb műemlék az Arany Horda korából. Az épületegyüttes mai formájában ötvöződnek az orosz és tatár hagyományok, ezen kívül bolgár, sőt itáliai hatások is. A 16. és a 21. század között több hullámban bővítették, jelenlegi látképét a torony az Angyali üdvözlet-székesegyház, és a Kul-Sarif mecset határozza meg, az utóbbi 2005-ben épült. A homokkőből épített székesegyház a 16. századból származik. A Kreml jelentős épületei még a Kadétiskola és a Kormányzói palota. A helyszíne az oroszországi építészeti stílusok tárháza, ma is jelentős zarándokközpont. |                                                          |

| | Vagarsapat katedrálisa és templomai, valamint Zvartnoc régészeti lelőhelye |
| Örményország |                                                                            |
| Kulturális (II)(III) |                                                                            |
| Védett terület: 74,3 ha, hivatkozás: 1011 |                                                                            |
| A 4. század elejétől Vagarsapat volt az örmény egyház központja, és vezetőjének a katolikosznak a székhelye. Itt épült fel 301 és 303 között az ország legrégebbi keresztény imahelye a Szent Ecsmiadzin-katedrális. A székesegyház az 5. században emelt Szent Hripszime- és a 7. századból származó szent Gajane-templommal együtt az örményországi kereszténység kezdeti spirituális és művészi újításainak kiemelkedő példái. A világörökségi helyszínhez tartozik még a közeli Zvartnoc palotája és a hozzá tartozó háromemeletes Szent Gergely-templom is, amelyeket III. Narszész bizáncban tanult katolikosz megbízásából építettek a 7. században. A templomok szemléltetik az örmény középkupolás, keresztcsarnokos templomtípus kialakulását és fejlődését. A Zvartnoci épületegyüttes csak romokban maradt fenn, a másik három templomot a 17. században felújították. A fennmaradt három templom a régió legszebb görög kereszt alaprajzú épületei ebből a korból, amelyek komoly hatást gyakoroltak a térség építészeti és művészeti fejlődésére. |                                                                            |

| | Geghard kolostor és a Felső-Azat-völgy |
| Örményország |                                        |
| Kulturális (II) |                                        |
| Védett terület: 2,7 ha, puffer zóna: 40 ha, hivatkozás: 960 |                                        |
| A Gegami-hegyek között, Jerevántól 40 kilométerre északkeleti irányban, 1700 méter magasságban épült Geghard, a sziklatemplomok kolostora, amely tufából kivájt barlangtemplomokról és sírokról nevezetes. A csodálatos természeti környezetben, az Azat-völgy bejáratánál fekvő épületegyüttest a 4. században alapították Világosító Szent Gergely idejében, de a feltételezések szerint a hely már időszámításunk előtt is szakrális hely volt, ahol egy szent forrást imádtak. A mai Geghard név jelentése lándzsa, ez arra a lándzsára utal, amellyel a keresztre feszített Jézust megsebezték. Ezt a lándzsát a legenda szerint Tádé apostol Örményországba vitte és ebben a kolostorban őrizték. A kolostoregyüttes hamar az örmény szellemi élet központjává vált és jelentős zarándokhely volt. A 13. században a Zakarjan hercegi család birtokába került, majd később a Prosjan hercegek temetkezési helyként használták. Az egyik sziklatemplom bejáratát egy nagy kereszt díszíti, amelyet szentek szobraival és állatfigurákkal vettek körül. Az épületegyüttes központi részét a Katoghiké-templomot 1215-ben építették. |                                        |

| | Arequipa történelmi központja |
| Peru |                               |
| Kulturális (I)(IV) |                               |
| Védett terület: 166,52 ha, puffer zóna: 165,47 ha, hivatkozás: 1016 |                               |
| A puha vulkáni sziklára épült Arequipát 1540-ben alapították spanyol hódítók és a 2360 méteres magasságban fekvő város hamar a dél-andoki terület fontos csomópontjává vált. A világörökségi helyszínhez negyvenkilenc eredeti, a spanyolok által épített, valamint későbbi, a gyarmati időszakból és a 19. századból fennmaradt háztömb tartozik. A városfalak, az árkádok, a homlokzatok, a belső udvarok, a boltívek, az óvárosi paloták és a templomok latin-amerikai barokk stílusban épültek. A település a földrengések miatt súlyos károkat szenvedett, egyes épületei neoklasszikus stílusban építették újjá a 19. században. Ekkor emelték azt a megközelítőleg ötszáz díszes tornáccal ellátott városi palotát is amelyeket a korábban megsemmisült lakóházak helyére építettek. A történelmi város magja a Plaza de Armas, a város legfontosabb tere északi oldalán a székesegyházzal. A késő 18. századi La Campagnia jezsuita templom az úgynevezett mesztic-barokk legjelentősebb épületeinek egyike. A 16. és a 18. század közötti egyházi építészet alkotásai közé tartozik a San Francisco-, a Santa Catalina-, a Santo Domingo-, a San Augustin- és a La Merced-templom. |                               |

| | Tarraco régészeti lelőhelye |
| Spanyolország |                             |
| Kulturális (II)(III) |                             |
| Védett terület: 32,65 ha, puffer zóna: 110,4 ha, hivatkozás: 875 |                             |
| A Katalónia déli részén fekvő római Tarraco település fontos kormányzati és kereskedelmi központ volt. Az ásatássorozat eredménye gazdag leletanyag, ami egy prosperáló kereskedővárosra utal. Hispania Criterior székhelyeként fő pillére volt a birodalmi kultusznak. A település védelmét tekintélyes bástyafal látta el, ami még ma is egy kilométer hosszan áll. A hegyen alapított város legmagasabb pontján állt Jupiter temploma, amelyet később egy mecset majd egy keresztény székesegyház váltott fel. A római kori épületek gyakran csak töredékesen maradtak fenn – például későbbi házak alapjaként – de a település fő részei így is felismerhetőek. A közigazgatás székhelye a Praetorium volt, a fórum szolgált a provincia egyik vallási és gazdasági központjaként, a hegygerincen állt a kormányzó palotája és feltártak egy amfiteátrumot is. Néhány felszín alatti épület kivételesen jó állapotban van. Az ásatások során előkerült leleteket a Praetorium mellett épített régészeti múzeumban őrzik. |                             |

| | Atapuerca régészeti lelőhely |
| Spanyolország |                              |
| Kulturális (III)(V) |                              |
| Védett terület: 284,1 ha, hivatkozás: 989 |                              |
| Az Atapuerca két lelőhelyéről (Gran Dolina és Sima de los Huesos) előkerült emberelőd maradványokon tanulmányozható a mai ember korai fejlődése. A maradványok nagy számának köszönhetően egy egész a középső pleisztocén kori populációval kapcsolatos összehasonlításokat is el lehet végezni. Ezen kívül körülbelül 800 000 éves és mai emberek maradványait is feltárták. A leghíresebb lelet az úgynevezett Atapuerca 5 koponya (kora kb. 300 000 év) európai, neander-völgyi vonásokkal. A Sima de los Huesos lelőhelyen összesen több mint ezerhatszáz csontmaradványt tártak fel, amelyek legalább harminc személyhez tartoztak, korukat 120 000 – 780 000 évre becsülik. Harminchat lelet alapján egy új fajt is (Homo antecessor) azonosítottak. A leletegyüttes felbecsülhetetlen értékű a korai európai ember vizsgálatának szempontjából. A területen későbbi festett és vésett barlangrajzokat is találtak, valamint emberi maradványokat és edénytöredékeket is. |                              |

| | Vall de Boí katalán-román stílusú templomai |
| Spanyolország |                                             |
| Kulturális (II)(IV) |                                             |
| Védett terület: 7,98 ha, puffer zóna: 3 562 ha, hivatkozás: 988 |                                             |
| A Középső-Pireneusokban található Vall de Boi egy keskeny, mély völgy, ahol minden településen egy román kori templom áll. A világörökségi helyszínhez a Santa Maria és San Climent (Taüll), Sant Felin (Barnera), Sant Joan (Boi), Asunción (Coll), Santa Maria (Cardet), Natividad (Durro), Sant Quirz (Durro) és Santa Eulália (Erill la Vall) templomok tartoznak. A középkorban nagy mennyiségű pénz áramlott a területre, ez tette lehetővé a letisztult román stílusú épületek létrehozását. A térséget jelentős kulturális hatások is érték, kivéve az arabokét, akik nem jutottak el a völgybe. A 11-12. századi templomok építését a helyi püspök rendelte el, az épületek tervezésekor valószínűleg érvényesültek lombardiai hatások is, ahol a román kori építészet egyik központja fejlődött ki. A két legjelentősebb templom a Santa Maria és a San Climent, mindkettő 1123-ban készült el. Freskódíszítésüket leválasztották a falról és múzeumban őrzik. A San Climent-templom legfeltűnőbb épületeleme messziről látható hatszintes harangtornya. |                                             |

| | Elche pálmaligete |
| Spanyolország |                   |
| Kulturális (II)(V) |                   |
| Hivatkozás: 930 |                   |
| Elche pálmaligete Európa legnagyobb datolyapálma ligete, amelyet eredetileg a 10. században telepítettek a város muszlim alapításával egy időben. A különösen enyhe éghajlatú területen már ötszáz évvel korábban is termesztettek datolyát, de kevésbé tervszerűen. A fákat a Földközi-tenger déli partvidékeiről szállították ide. A ma is látható liget a mór kertépítészet hagyományait követi és a pálmákon kívül kertek, parkok együtteséből áll. Szerkezet a 12. század közepére már kialakult, ekkorra elkészült az öntözőhálózat is, amit ma is használnak. Amikor a 13. században a település spanyol fennhatóság alá került az uralkodó, I. Jakab utasítást adott megóvására majd utódai is követték példáját. A kertben a pálmák mellett számos más növényfaj egyedei is élnek. Az összesen másfél négyzetkilométeren elterülő kert pálmafái sokféle módon hatottak Elche kultúrájára és a helyiek szokásaira. |                   |

| | Lugo városfala |
| Spanyolország |                |
| Kulturális (IV) |                |
| Védett terület: 1,68 ha, puffer zóna: 59,88 ha, hivatkozás: 987 |                |
| A kelta eredetű település Augustus császár uralkodása alatt került római fennhatóság alá. Teljes hosszában fennmaradt városfala később, a 2-3. században épült. A fal mai is meghatározza Lugo városképét, ez a legszebb fennmaradt nyugat-európai késő római erőd. Az évszázadok során a várost többször is megostromolták, és volt amikor a fal sem védte meg lakóit. Az 5. században a svévek, 457-ben a vizigótok, 714-ben a terjeszkedő arabok, 988-ban a normannok dúlták fel. A 10. század vége után békésebb idők következtek ami elősegítette a fal megmaradását. A teljesen végigjárható városfal 2 100 méteren keresztül fogja körbe a régi városmagot. A településre tíz kapun keresztül lehet bejutni, ebből öt korabeli, köztük a római domborművel díszített Puerta Nueva. A székesegyházhoz vezető Puerta de Santiagót csak a 18. században alakították ki. A falat megerősítő félkör alaprajzú tornyokból megközelítőleg a fele maradt meg, a többit lebontották. |                |

| | Central Suriname Természetvédelmi Park |
| Suriname |                                        |
| Természeti (IX)(X) |                                        |
| Védett terület: 1 600 000 ha, hivatkozás: 1017 |                                        |
| Az ország középnyugati részén található, 1998-ban három természetvédelmi terület egyesítéséből kialakult nemzeti park egy tizenhatezer négyzetkilométeres érintetlen trópusi esőerdő változatos növény- és állatvilággal, köztük számos őshonos élőlénnyel. Az esőerdő teljes területe mintegy százötvenezer négyzetkilométer, ami a világ legősibb képződményei közé tartozó, több mint 2 milliárd éves guyanai pajzson terül el. Az erdő nagy része megközelíthetetlen és túlnyomó többsége napjainkig is felderítetlen. A védett területen található a Coppername folyó felső vízmosása, valamint a Lucie, au Oost, a Zuid, a Saramacca és a Gran folyók forrásvidéke. A nemzeti park megközelíthetetlensége védelmet nyújt az Amazonas vidékét gyors ütemben átalakító fakitermeléssel, vadászattal és bányászattal szemben. Az területen az eddig feljegyzett fajok száma hatezer, közük hétszáz madár-, kétezer emlős-, százötven hüllő-, száz kétéltű- és ötszáz halfajjal. Az erdőben olyan védett állatok is megtalálhatók mint a jaguár, az óriás tatu, a tapír, a lajhár, a tarajos szirtimadár, a sárgaszárnyú ara, az amazonasi szarvasbéka, a kígyónyakú teknős és a brazil tapír. |                                        |

| | Bellinzona várai |
| Svájc |                  |
| Kulturális (IV) |                  |
| Védett terület: 5 ha, hivatkozás: 884 |                  |
| A Bellinzona várai összefoglaló név a svájci Ticino kanton székhelyén, Bellinzonában található három várat, a városvédő falat és bástyát jelenti. A három vár a középkori katonai építészet egyetlen megmaradt példája az Alpok térségében. Az épületek az erődépítészet mesterművei és legjelentősebb alkotásai Svájcban. Legnagyobb közülük a sziklás hegytetőn a 13. században épült Castelgrande, amelyet a 15. század végén a Sforza-család megbízásából kibővítettek. A várból több védőfal indul ki, amelyek körbekerítik a települést. Az erődrendszert Montebellónál egy második vár egészíti ki. A Castello di Montebello egy domboldalon áll, mostani formáját a 15. században nyerte el. A különálló Sasso Corbaro vár tőlük délkeletre a város felett 230 méter magasan épült fel. A folyóig lenyúló falrendszer egyes részei öt méter szélesek és kettős galériasorral rendelkeznek. A település ennek ellenére hosszú harcok után a svájci föderalisták kezére került. A területen azért épült ennyi erőd, mert az Észak-Európát Itáliával összekötő kereskedelmi utak a Ticino folyó völgyén haladtak keresztül. |                  |

| | Dél-Öland mezőgazdasági körzete |
| Svédország |                                 |
| Kulturális (IV)(V) |                                 |
| Védett terület: 56 323 ha, puffer zóna: 6 069 ha, hivatkozás: 968 |                                 |
| A Balti-tengeren található Öland szigete már 5000 évvel ezelőtt is lakott hely volt. A feltárt régészeti leletek tanúsítják, hogy a szigeten azóta folyamatos volt az emberi jelenlét. A mezőgazdasági terület arról tanúskodol, hogy az itt élő emberek már a bronzkorban is hatékonyan tudták kiaknázni a lehetőségeket. Az ásatások során vaskori temetkezési helyek és körkörösen erődített települések maradványai kerültek elő. A sziget elsősorban egy kereskedelmi útvonalon való fekvésének köszönhette jelentőségét. A középkorból fennmaradt legfontosabb épület a ma múzeumként működő Eketorp vára, amit i. sz. 400 és 1300 között laktak. A 12. században számos kőtemplomot emeltek a területen, ezek közül figyelemre méltó Hulterstad és Resmö temploma. A sziget látványos építménye a X. Károly Gusztáv parancsára épített 5 kilométer hosszú fal. A terület használatának módja napjainkig nem sokat változott, jelenleg is a földművelés és az állattenyésztés számít a legfontosabb gazdasági tevékenységnek. |                                 |

| | Saint Louis szigete |
| Szenegál |                     |
| Kulturális (II)(IV) |                     |
| Hivatkozás: 956 |                     |
| Saint-Louis városát 1659-ben alapították francia gyarmatosítók a Szenegál folyó torkolatánál fekvő azonos nevű szigeten. A szárazfölddel és egy elnyúló földnyelvvel hidak kötik össze. Ez a település volt az egyik első francia kereskedelmi állomás Nyugat-Afrikában. A rabszolga kereskedelem jelentőségének növekedésekor lakossága körülbelül 10 000 fő volt, de csak a 19. században fejlődött valódi várossá. Jelenlegi formáját 1848-tól nyerte el, amikor a rabszolgaság eltörlése után egy soknemzetiségű társadalom jött létre a szigeten. 1872 és 1957 között Szenegál fővárosaként fontos kulturális és gazdasági szerepet töltött be Nyugat-Afrika életében. A 2,5 kilométer hosszú szigeten fekvő város alaprajza szabályos, első gyarmati épületeit jellegzetes faerkélyekkel a 18. században emelték. 1957 után a francia helyőrség elhagyta a szigetet és a francia lakosság száma is drasztikusan lecsökkent. Lakói jelenleg halászattal és földműveléssel foglalkoznak, valamint egyre jelentősebbek a turizmusból származó bevételek is. A hely fontosabb épületei közé tartozik a sziget közepén álló erőd, ami jelenleg kormányzói palota, és a székesegyház, mindkettő a 19. századból. |                     |

| | Bártfa |
| Szlovákia |        |
| Kulturális (III)(IV) |        |
| Védett terület: 23,6 ha, puffer zóna: 12,83 ha, hivatkozás: 973 |        |
| Bártfa falakkal megerősített városmagja máig a középkori kereskedővárosok hangulatát idézi. I. (Nagy) Lajos király a 14. században emelte szabad királyi városi rangra, virágkorát a 15-16. században élte. Az Északkelet-Szlovákiában a Tapoly folyó partján fekvő település a Lengyelország felé vezető egykori kereskedelmi útvonal egyik állomása volt. Alaprajza elnyújtott téglalap alakú és rácsos szerkezetű. Központjában szépen megőrződött a 14. században kialakult négyszögletes piactere, amelyet három oldalról keskeny homlokzatú 16. századi polgárházak vesznek körbe. Középen áll a gótikus városháza egy reneszánsz lépcsővel, a tér negyedik oldalán pedig a 15. század második felében elkészült Szent Egyed-templom a városi iskolával. A 18. századtól megemelkedett a szlovák és haszid zsidó betelepülők száma, és egy 1725-1747 között épített látványos zsinagóga körül egy zsidónegyed alakult ki. A negyedben több fürdő, egy kóser mészárszék és egy ma iskolaként használt imaház is áll. |        |

| | Zanzibár kővárosa |
| Tanzánia |                   |
| Kulturális (II)(III)(VI) |                   |
| Védett terület: 96 ha, puffer zóna: 84,79 ha, hivatkozás: 173 |                   |
| Zanzibár kővárosának házaiban valaha az arab-indiai felső osztály tehetős tagjai laktak. Középületei annak a gazdag örökségnek a bizonyítékai ami több mint ezer éven át egyesítette Afrika, Arábia, India és Európa eltérő kulturális tradícióit. Zanzibár a 8. és a 10. század között kisebb tengerparti államok laza szövetsége volt. Az első arab telepesek a 10. században jelentek meg Ománból és kereskedelmi állomásokat alapítottak. A 16. századtól már a portugálok ellenőrizték a területet, majd később a 17. században az omániaknak sikerült visszaszerezniük befolyásukat. 1840-ben Zanzibár lett az ománi uralkodók fővárosa és egészen a 20. századig ők alkották Zanzibár uralkodó elitjét. Zanzibár volt a kelet-afrikai rabszolga-kereskedelem központja, a becslések szerint a 19. században évente ötvenezer rabszolgát adtak el Zanzibár piacán. Ezen kívül fűszerekkel, elefántcsonttal és egyéb luxus árukkal kereskedtek. A város legrégibb kerülete, a kőváros jó állapotban maradt meg, megőrizte keskeny, kanyargós utcahálózatát is. A legtöbbször kétszintes épületekben hosszú, keskeny szobák fogják körben a belső, zárt udvart. A városban kevés közteret alakítottak ki, mert a házak saját belső térrel rendelkeznek. A kőváros legfontosabb épületei az 1873-ban épült székesegyház, a Szultáni Palota, a Nemzeti Múzeum, a Régi Patika és az Arab-erőd. |                   |

| | Sahriszabz történelmi óvárosa |
| Üzbegisztán |                               |
| A veszélyeztetett világörökségi helyszínek listájára került: 2016 |                               |
| Kulturális (III)(IV)() |                               |
| Védett terület: 240 ha, puffer zóna: 82 ha, hivatkozás: 885 |                               |
| A Szamarkandtól 80 kilométerre, a Zaravsán-hegység lábánál elterülő település, Közép-Ázsia egyik legrégebbi városa már Nagy Sándor idejében is lakott volt, de világkorát a 14. és a 15. században, a Timurida dinasztia uralma alatt élte. Az itt született Timur uralkodói székhelyévé tette és ő, valamint utódai terjedelmes épületegyütteseket emeltettek. A város a Timurida Birodalom hanyatlásával egy időben elvesztette jelentőségét. Az uralkodói rezidenciát egy négy kilométeres fal védte, a ma már romokban álló hatalmas Akszarái, más néven Fehér palotát 1380-ban kezdték építeni. Óriási méreteire a megmaradt ötven méter magas kaputornyokból és a köztük lévő 22 méter széles boltívből lehet következtetni. A palotától keletre fekszik Timur fiának, Dzsahángírnak jól állapotban fennmaradt mauzóleuma. A királyi temetkezőhely, a Dorusz Szaodat épületegyüttes a sírhelyek mellett imatermet, mecsetet, és a zarándokok számára kialakított szálláshelyet is magába foglal. Timur sírja, amelyet fehér márvánnyal díszítettek a kor építészetének egyik legszebb alkotása. A Kok Gumbaz-mecset és a Szajdinák mauzóleuma a 15. század első felében, Ulugbek, Timur csillagász unokájának uralkodása alatt épült. A városközpontban lévő bontási munkálatok és építkezések miatt a helyszín felkerült a veszélyeztetett világörökségi helyszínek listájára |                               |

| | Ciudad Universitaria de Caracas (Caracas egyetemvárosa) |
| Venezuela |                                                         |
| Kulturális (I)(IV) |                                                         |
| Védett terület: 164,2 ha, hivatkozás: 986 |                                                         |
| A Carlos Raúl Villanueva építész tervei alapján 1940 és 1960 között épület városrész a modern városépítészet és várostervezés egyik remekműve. Tervezésekor olyan megoldásokat is alkalmaztak amelyek Venezuela gyarmatosításának korára vezethetők vissza, mint például az élénk színek, a rácsos ablakok és a sűrű növényzettel beültetett belső udvarok. Az egyetemváros leglátványosabb építményei a stadion és a nagy aula. Az épületegyüttesre a tágas csarnokok és sétányok jellemzőek, amik a különálló épületeket egy könnyen áttekinthető egységgé fogják össze. A csarnokok árnyékot biztosító tetőkkel nyílnak a terekre, ezzel is próbáltak védekezni a trópusi hőség ellen. A központi helyekre műalkotásokat tettek, köztük Alexander Calder „Felhők” című művét, amit a nagy aula mennyezetére és falaira rögzítettek. Az építmények alapanyaga elsősorban vasbeton, a benne rejlő építészeti újítások lehetőségeit leginkább a stadionnál használták ki. Az egyetemváros a 20. század első felére jellemző építészetének olyan kiváló összefoglalása ami világszinten is csak nagyon kevés helyen található meg. |                                                         |